# Antionum

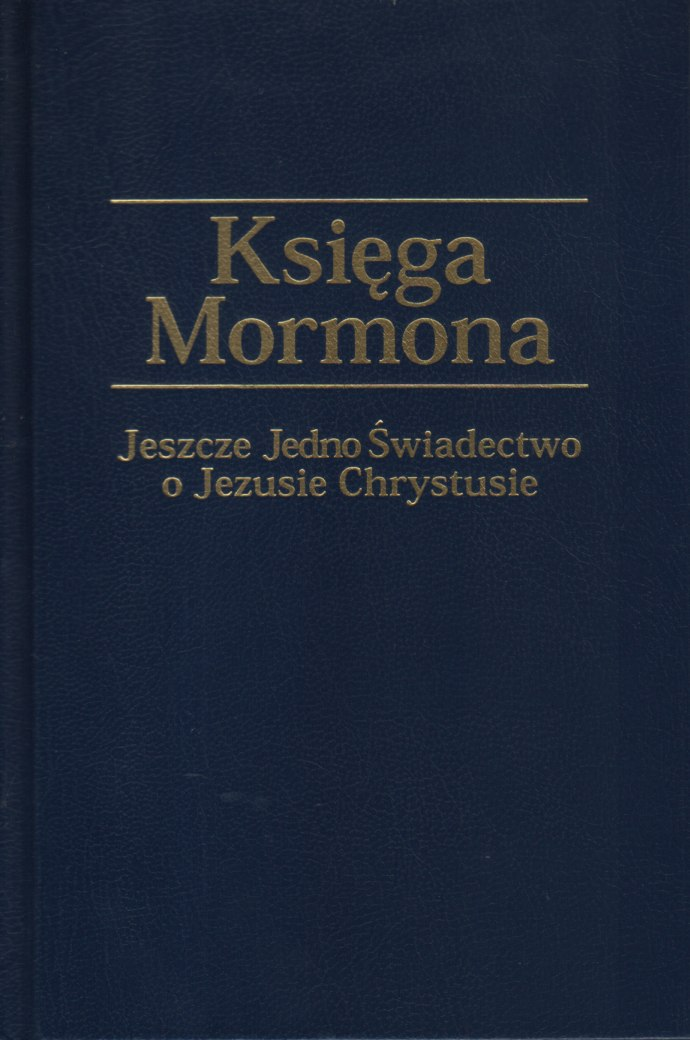
Księga Mormona, jedno z mormońskich pism świętych i jednocześnie źródło wzmianki o Antionum

Antionum (deseret 𐐈𐐤𐐓𐐆𐐄𐐤𐐊𐐣) – w wierzeniach ruchu świętych w dniach ostatnich (mormonów) neficki wojskowy żyjący w IV wieku n.e. Jeden z dowódców w bitwie na wzgórzu Kumorah z 385, poległ w niej wraz ze wszystkimi swymi podkomendnymi. Jest obiektem spekulacji mormońskich teologów. Przewija się w publikacjach krytycznych wobec mormonizmu, wykorzystywany bywa też przez apologetów tej tradycji religijnej. Imię Antionum pojawia się jednocześnie w psychologicznych analizach Josepha Smitha, pierwszego mormońskiego przywódcy, występuje też wśród wyznających mormonizm Maorysów.

## Wymowa i pisownia imienia
Wymowa tego imienia wzbudzała pewne zainteresowanie mormońskich badaczy. Zostało ono zresztą ujęte w przewodniku po wymowie, dołączanym do każdego egzemplarza anglojęzycznej wersji Księgi Mormona od 1981. Źródła wskazują niemniej na znaczną różnicę między wymową preferowaną i powszechną współcześnie a tą z wczesnego okresu kolonizacji terytorium Utah. Pierwotna wymowa, zwłaszcza ta stosowana przez Josepha Smitha, ma pewne znaczenie w badaniach nazw własnych występujących w Księdze Mormona, choć, na gruncie mormońskiej teologii, nie jest w nich czynnikiem decydującym. Do ustalenia wymowy używanej przez Smitha wykorzystuje się między innymi wydanie Księgi Mormona w alfabecie deseret z 1869.
Istnieją wszelako relacje ludzi posługujących w procesie nazywanym przez świętych w dniach ostatnich tłumaczeniem Księgi Mormona, które rzucają światło na to, jak Smith pierwotnie radził sobie z nieznanymi słowami. Hugh Nibley, powołując się na relacje skrybów Smitha, stwierdził, że nigdy nie wymawiał on takich słów, zawsze poprzestając na ich przeliterowaniu. Ściśle na gruncie mormońskiej teologii nie próbuje się dociekać pierwotnej wymowy tegoż słowa, podobnie jak nie prowadzi się takowych rozważań wobec słów i nazw nefickich jako takich.
Również na gruncie mormońskiej teologii zauważa się inherentną problematyczność wymowy nazw i imion przynależnych do tej mormońskiej świętej księgi. Ma to wynikać z tego, że żadne z nich nie zostało przekazane Josephowi Smithowi ustnie, z wyjątkiem może imienia Moroniego, który wszak przedstawił się Smithowi w wizji. Z doktrynalnego punktu widzenia sposób, w jaki bohaterowie Księgi Mormona wypowiadali te słowa, pozostał nieznany pierwszemu mormońskiemu przywódcy.
W trakcie procesu określanego przez świętych w dniach ostatnich jako tłumaczenie Księgi Mormona Oliver Cowdery, jeden ze skrybów posługujących Josephowi Smithowi, zapisał to słowo w taki sposób, że manuskrypt oddany drukarzowi, a co za tym idzie i pierwsze wydanie tego świętego mormońskiego tekstu z 1830 używały pisowni „Antionam”, w odniesieniu wszakże wyłącznie do geograficznego znaczenia tego słowa, nie zaś do jego opisywanej w tym artykule funkcji jako imienia. Mogło to wynikać ze specyfiki odręcznego pisma Cowdery’ego. W kolejnych wydaniach, poczynając od tego z 1837, błąd ów został poprawiony.

## W Księdze Mormona
Na kartach Księgi Mormona pojawia się wyłącznie w wersie czternastym szóstego rozdziału Księgi Mormona w kontekście rozstrzygającej bitwy konfliktu neficko-lamanickiego, mianowicie bitwy na wzgórzu Kumorah (385). Przez komentatorów uznawany za generała, we wspomnianym starciu dowodził dziesięcioma tysiącami ludźmi. Poległ w niej wraz ze wszystkimi swymi podkomendnymi. Wzmiankowany pośrednio również w oszacowaniach liczby ofiar śmiertelnych tejże bitwy. Nie powinien być przy tym mylony z zoramickim miastem o identycznej nazwie, choć istotnie sama nazwa miasta mogła być inspirowana imieniem.

## W mormońskiej teologii oraz w badaniach nad Księgą Mormona
Istnienie Antionum nie znalazło potwierdzenia w źródłach zewnętrznych. Językoznawcy związani z Kościołem Jezusa Chrystusa Świętych w Dniach Ostatnich rozważali etymologię imienia tego wojskowego, wywodząc ją zasadniczo z języka egipskiego. Już starszy George Reynolds w swym opublikowanym w 1891  A Dictionary of the Book of Mormon, Comprising Its Biographical, Geographical and Other Proper Names zauważył podobieństwo między imieniem Antionum a jedną z jednostek nefickiego systemu monetarnego, mianowicie antionem.
Imię tego nefickiego żołnierza pojawiało się w krytycznych analizach mormońskiego świętego tekstu, w kontekście rzekomego zaczerpnięcia go, po dokonaniu odpowiednich modyfikacji, zasadniczo z Biblii, jak również w psychologicznych analizach pierwszego mormońskiego przywódcy, Josepha Smitha.
Pochylano się także nad funkcją przynależącego do tego imienia morfemu anti. Zauważono, że na kartach Księgi Mormona pełni on zazwyczaj specyficzną rolę, odbiegającą od pierwotnej, mającej wykazywać przeciwstawienie czemuś.
Imię Antionum (w zapisie Anatianuma) występuje wśród wyznających mormonizm Maorysów.